# Mark Graison
Mark Graison is een personage uit de Amerikaanse soapserie Dallas. De rol werd vertolkt door John Beck. Het personage werd geïntroduceerd in de veertiende aflevering van het zesde seizoen. Vanaf de eerste aflevering waarin hij meespeelde verscheen zijn naam als een van de hoofdacteurs meteen na de begintune. Hij bleef tot aan het einde van het zevende seizoen toen zijn personage overleed. Na het vertrek van Patrick Duffy werd hij teruggehaald in het negende seizoen als nieuwe liefde voor Pamela. Graison zou zijn eigen dood geënsceneerd hebben omdat hij naar een remedie zocht voor een ziekte waaraan hij zou lijden. Nadat Duffy besliste terug te keren aan het einde van het negende seizoen moest zijn dood ongedaan gemaakt worden. De schrijvers konden niets beters verzinnen dan dat het volledige negende seizoen een droom was van Pamela. Dit betekende het ontslag voor John Beck en het leek nu zo alsof Mark nooit uit de doden was opgestaan.